# Dumbrăveni (sit SPA)
Dumbrăveni este o arie de protecție specială avifaunistică înființată cu scopul conservării mai multor specii de păsări migratoare, de pasaj sau sedentare . Aceasta se află în Dobrogea, pe teritoriul județului Constanța.

## Localizare
Aria naturală este situată în sud-vestul județului Constanța (în Podișul Negru Vodă), pe teritoriile administrative ale comunelor Deleni și Dumbrăveni.

## Înființare
Instituirea regimului de arie naturală protejată pentru situl „Dumbrăveni” s-a făcut prin Hotărârea  de Guvern nr. 1284 din 24 octombrie 2007 (privind declararea ariilor de protecție specială avifaunistică ca parte integrantă a rețelei ecologice europene Natura 2000 în România). Situl se întinde pe o suprafață de 2.056 ha. și include rezervațiile naturale: Pădurea Dumbrăveni, Locul fosilifer Credința și Pereții calcaroși de la Petroșani.
Aria protejată este încadrată în bioregiunea geografică stepică a Podișului Dobrogei și se întinde pe o suprafață de 2.056 hectare). Aceasta reprezintă o zonă naturală (păduri de foioase, păduri în tranziție, pajiști naturale, stepe) aflată în bazinul hidrografic al râului Urluia (în Podișul Dobrogei de Sud); ce asigură condiții prielnice de hrană, cuibărit și viețuire pentru mai multe specii de păsări migratoare, de pasaj sau sedentare.

## Biodiversitate
Situl dispune de clase de habitate constituite din păduri în tranziție, păduri caducifoliate, coaste calcaroase cu vegetație submediteraneană, canarele, pajiști uscate, stepe și culturi cerealiere extensive. La baza desemnării acestuia se află mai multe specii avifaunistice protejate la nivel european prin  Directiva CE 147/CE (anexa I-a) din 30 noiembrie 2009 și Directiva 79/409/CEE din 2 aprilie 1979 (privind conservarea păsărilor sălbatice) sau aflate pe lista roșie a IUCN.

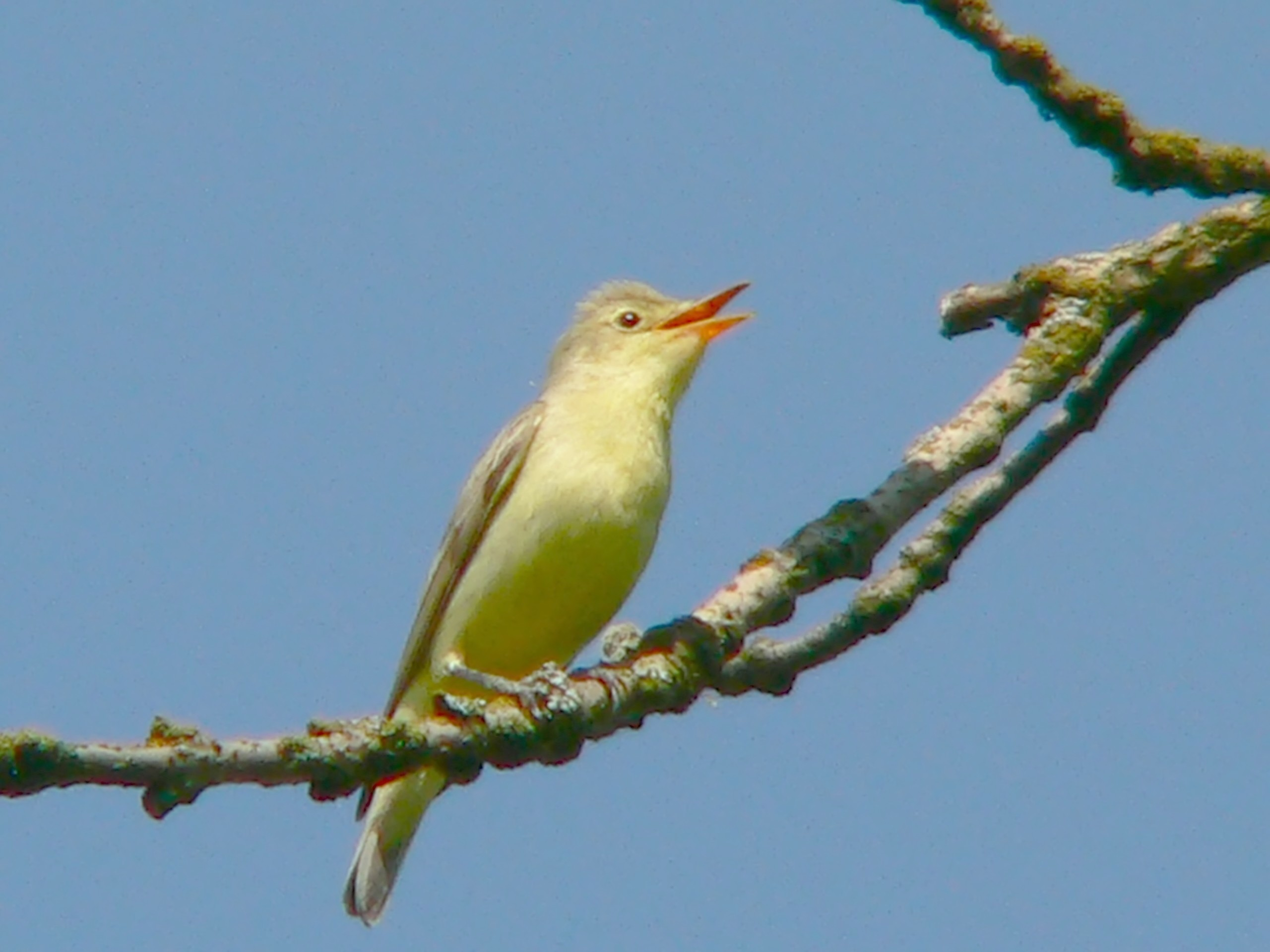
Frunzărița galbenă (Hippolais icterina)

Specii de păsări: acvilă țipătoare mică (Aquila pomarina), fâsă de câmp (Anthus campestris), fâsă de pădure (Anthus trivialis), uliu cu picioare scurte (Accipiter brevipes), ciuf de pădure (Asio otus), ciocârlie de câmp (Alauda arvensis),  lăcarul mare (Acrocephalus arundinaceus), lăcarul de lac (Acrocephalus scirpaceus), lăcarul de rogoz (Acrocephalus schoenobaenus), lăcarul de mlaștină (Acrocephalus palustris), șorecar mare (Buteo rufinus), erete vânăt (Circus cyaneus), erete alb (Circus macrourus), erete cenușiu (Circus pygargus), dumbrăveancă (Coracias garrulus), ciocârlie-cu-degete-scurte (Calandrella brachydactyla), prepeliță (Coturnix coturnix), porumbel gulerat (Columba palumbus), cuc (Cuculus canorus), florinte (Carduelis chloris), sticlete (Carduelis carduelis), scatiu (Carduelis spinus), cânepar (Carduelis cannabina), botgros (Coccothraustes coccothraustes), ciocănitoarea de grădină (Dendrocopos syriacus), presură de grădină (Emberiza hortulana), presură cu cap negru (Emberiza melanocephala), șoim călător (Falco peregrinus), muscar gulerat (Ficedula albicollis), vânturel roșu (Falco tinnunculus), șoimul rândunelelor (Falco subbuteo), muscar negru (Ficedula hypoleuca), cinteză (Fringilla coelebs'' și ''Fringilla montifringilla), ciocârlan (Galerida cristata), frunzărița cenușie (Hippolais pallida), frunzărița galbenă (Hippolais icterina), rândunica de hambar (Hirundo rustica), rândunică roșcată (Hirundo daurica), capîntorsul (Jynx torquilla), ciocârlia de pădure (Lullula arborea), sfrâncioc roșiatic (Lanius collurio), sfrânciocul cu frunte neagră (Lanius minor), privighetoare (Luscinia megarhynchos), grelușelul de zăvoi (Locustella fluviatilis), grelușelul de stuf (Locustella luscinioides), sfrâncioc mare (Lanius excubitor), sfrânciocul cu cap roșu (Lanius senator), gaie neagră (Milvus migrans), ciocârlie de bărăgan (Melanocorypha calandra),  prigoare (Merops apiaster), codobatură albă (Motacilla alba), codobatură galbenă (Motacilla flava), mierlă de piatră (Monticola saxatilis), muscar sur (Muscicapa striata), presură sură (Miliaria calandra), pietrar răsăritean (Oenanthe isabellina), pietrar sur (Oenanthe oenanthe), pietrar negru (Oenanthe pleschanka), ciuful pitic (Otus scops), grangur (Oriolus oriolus), viespar (Pernis apivorus), codroș de munte (Phoenicurus ochruros), pitulice de munte (Phylloscopus collybita), pitulice sfârâitoare (Phylloscopus sibilatrix), pitulice-fluierătoare (Phylloscopus trochilus), mugurar (Pyrrhula pyrrhula), lăstun de mal (Riparia riparia), aușel nordic (Regulus regulus), aușel sprâncenat (Regulus ignicapillus), turturică (Streptopelia turtur), mărăcinar negru (Saxicola torquata), silvia cu cap negru (Sylvia atricapilla), silvia de câmpie (Sylvia communis), silvia de zăvoi (Sylvia borin), silvie mică (Sylvia curruca), lăcustar (Sturnus roseus), mierlă (Turdus merula), sturz (Turdus pilaris), sturzul cântător (Turdus philomelos), sturzul viilor (Turdus iliacus) și sturzul de vâsc (Turdus viscivorus). 
Flora lemnoasă are în componență arbori și arbusti cu specii de: cer (Quercus ceris), stejar pufos (Quercus pubescens), stejar brumăriu (Quercus pedunculiflora), cărpiniță (Carpinus orientalis), mojdrean (Fraxinus ornus), scumpie (Cotinus coggygria).
La nivelul ierburilor vegetează mai multe rarități floristice (unele ocrotite prin Directiva Consiliului Europei 92/43/CE din 21 mai 1992 (privind conservarea habitatelor naturale și a speciilor de faună și floră sălbatică); printre care: laptele stâncii (Androsace lactea), tamâiță de câmp (Ajuga chamaepitys), miruță (Anchusa ochroleuca), coșaci pontici (Astragalus ponticus), șerlai (Salvia aethiopis), ghiocelul grecesc (Galanthus elwesii), floarea călugărului (Saponaria officinalis), floarea grâului (Centaurea cyanus), târtan (Crambe tataria), cimbrișor sălbatic (Thymus glabrescens), colilie (Stipa danubialis).

## Căi de acces
- Drumul național DN38 pe ruta Constanța - Topraisar - Amzacea - drumul județean DJ392 în direcția Plopeni - Movila Verde - Independența - Dumbrăveni.